# Синул Валлийский
Синул (VI век) — отшельник валлийский, первый епископ Бангорский. День памяти — 30 апреля.
Святой Синул (Cynwl) был братом святого Деиниоля (Daniel). Первый епископ Бангорский, Уэльс, он прославился своей строгой жизнью в северном Уэльсе. Многие храмы освящены в его честь.

## Тропарь, глас 7
Thou wast a worthy brother of Bangor's Bishop Deiniol,/
O holy hermit Cynwl./
Having passed from thine austere life on earth/
to eternal glory in heaven,/
pray to Christ our God for the people of these lands,/
that He may grant us His great mercy.